# 沃日土司官寨碉及經樓
沃日土司官寨碉及經樓位於四川省阿壩藏族羌族自治州小金縣，为清代至民国时期的沃日土司衙门所在地，文物遺址年代判定為清代。2007年6月1日公佈為四川省第七批文物保護單位。2013年3月5日列為第七批全國重點文物保護單位。